# Primeiro Consistório Ordinário Público de 1884

## Cardeais Eleitores
| Nº                 | País               | Nome                                     | Idade              | Cargo                | Título ou Diaconia                         |
| Cardeais eleitores | Cardeais eleitores | Cardeais eleitores                       | Cardeais eleitores | Cardeais eleitores   | Cardeais eleitores                         |
| ------------------ | ------------------ | ---------------------------------------- | ------------------ | -------------------- | ------------------------------------------ |
| 1                  | Portugal           | José Sebastião de Almeida Neto, O.F.M.   | 43                 | Patriarca de Lisboa  | Cardeal-presbítero de Santos XII Apóstolos |
| 2                  | Itália             | Guglielmo Sanfelice d'Acquavella, O.S.B. | 49                 | Arcebispo de Nápoles | Cardeal-presbítero de São Clemente         |

## Link Externo
- «Catholic Hierarchy» (em inglês)